# Маршалл Вільямс
Маршалл Вільямс (англ. Marshall Williams; нар. 31 липня 1989) — канадський актор, модель і музикант.

## Життя і кар'єра
Маршалл Вільямс народився у Вінніпезі, Манітоба. Він був кандидатом на Canadian Idol у 2007 і 2008 роках. Як модель, він працював з Abercrombie & Fitch, Холлістер, Дизель, Mattel і M.A.C. Cosmetics, крім цього він був моделлю в обидво Toronto Fashion Week і Los Angeles Fashion Week. У своєму останньому телевізійному фільмі, Маршалл Вільямс є зіркою Disney Channel Original Movie, Як створити ідеального хлопця, він зіграв Альберта Банкса. Маршалл також знявся в шостому і заключному сезоні Хору, в якому він зіграв Спенсера Портера, член Мак-Кінлі середньої школи футбольної команди, який приєднується до хору.

## Фільмографія
| Рік  | Назва                         | Роль            | Примітки                                         |
| ---- | ----------------------------- | --------------- | ------------------------------------------------ |
| 2005 | Боббі Говорить                | Букмекер        |                                                  |
| 2010 | Вище Суспільство              | Маршалл Вільямс | Епізод: "Стерті сторінки" (в титрах не вказаний) |
| 2010 | Бути Ерікою                   | Брат Братства   | Епізод: "Дві Неправди"                           |
| 2011 | Альф                          | Старшокласник   | Епізод: "Не Відпускай Мене"                      |
| 2011 | Відчайдушно Шукаю Санту       | Чоловік Модель  | Телефільм                                        |
| 2012 | Я                             | Студент Ковбой  | Епізод: "Купер Колезький"                        |
| 2012 | Тодд і книга чистого зла      | Бойс            | Епізод: "Ю. Б. О. Б. О. Н. Е."                   |
| 2012 | Моя Няня вампір               | Тад             | Епізод: "Злита"                                  |
| 2013 | В Надії На Порятунок          | Джастін         | Епізод: "Я Бачу Смерть"                          |
| 2013 | Різдво Піта                   | Майк Бронскі    | Телефільм                                        |
| 2014 | Як створити ідеального хлопця | Альберт Банкс   | (Disney Channel Original Movie)                  |
| 2014 | Ненормальний                  | Агент Донеган   |                                                  |
| 2015 | Хор                           | Спенсер Портер  | 6 сезон – епізодична роль (11 епізодів)          |
| 2018 | Суперсітка                    |                 |                                                  |